# Jack és Jill (televíziós sorozat)
A Jack és Jill (eredeti cím: Jack & Jill) 1999 és 2001 között futott amerikai televíziós sorozat. A műsor alkotója Randi Mayem Singer, a történet pedig egy új életet kezdő nőről szól, aki romantikus kapcsolatba kerül egy férfival. A címszereplőket Ivan Sergei és Amanda Peet játszották, mellettük a főbb szereplők közt található Sarah Paulson, Jaime Pressly és Justin Kirk.
A sorozatot az Amerikai Egyesült Államokban a The WB adta 1999. szeptember 26. és 200q. április 11. között. Magyarországon az RTL Klub mutatta be 2001. december 6-án.

## Cselekmény
Jacqueline "Jack" Barrett az esküvője napján jön rá, hogy jövendőbeli férjének viszonya van az egyik koszorúslánnyal, ezért otthagyja azt. Jack New Yorkba menekül, ahol régi barátnője, Audrey mellé költözik be és új életet akar kezdeni. Itt ismerkedik meg a szintén beköltöző David "Jill" Jillefskyvel, akivel szép lassan romantikus kaocsolatot kezd kialakítani. 

## Szereplők
| Szereplő                  | Színész       | Magyar hang         |
| ------------------------- | ------------- | ------------------- |
| David "Jill" Jillefsky    | Ivan Sergei   | Viczián Ottó        |
| Jacqueline "Jack" Barrett | Amanda Peet   | Létay Dóra          |
| Audrey Griffin            | Jaime Pressly | Majsai-Nyilas Tünde |
| Elisa Cronkite            | Sarah Paulson | Huszárik Kata       |
| Bartholomew "Barto" Zane  | Justin Kirk   |                     |
| Michael "Mikey" Russo     | Simon Rex     |                     |

## Epizódok

### Évados áttekintés
| Évad | Évad | Epizódok | Eredeti sugárzás     | Eredeti sugárzás  | Eredeti adó | Magyar sugárzás   | Magyar sugárzás  | Magyar adó |
| Évad | Évad | Epizódok | Évadpremier          | Évadfinálé        | Eredeti adó | Évadpremier       | Évadfinálé       | Magyar adó |
| ---- | ---- | -------- | -------------------- | ----------------- | ----------- | ----------------- | ---------------- | ---------- |
|      | 1    | 19       | 1999. szeptember 26. | 2000. március 19. | The WB      | 2001. december 6. | 2002. január 8.  | RTL Klub   |
|      | 2    | 13       | 2001. január 10.     | 2001. április 11. | The WB      | 2002. január 9.   | 2002. január 25. | RTL Klub   |

### 1. évad (1999-2000)
| Sor. | Év. | Cím                                                              | Rendező           | Író                                               | Premier                                | Gyártási szám |
| ---- | --- | ---------------------------------------------------------------- | ----------------- | ------------------------------------------------- | -------------------------------------- | ------------- |
| 1.   | 1.  | Pilot / These Are the Days                                       | James Frawley     | Randi Mayem Singer                                | 1999. szeptember 26. 2001. december 6. | 225701        |
| 2.   | 2.  | A szörnyű igazság (The Awful Truth)                              | Stephen Cragg     | Randi Mayem Singer                                | 1999. október 3. 2001. december 7.     | 225702        |
| 3.   | 3.  | A feledés édes pillanatai (Moving On)                            | Kristoffer Tabori | Sandy Isaac                                       | 1999. október 10. 2001. december 10.   | 225703        |
| 4.   | 4.  | Amikor beindul az élet (Welcome to the Working Week)             | Stephen Cragg     | Ed Redlich                                        | 1999. október 17. 2001. december 11.   | 225704        |
| 5.   | 5.  | Kirándulás a Holdra (Not Just a River in Egypt)                  | Dennie Gordon     | Rina Mimoun, Randi Mayem Singer                   | 1999. október 24. 2001. december 12.   | 225705        |
| 6.   | 6.  | Az élet nem habostorta (She Ain't Heavy)                         | John Whitesell    | Becky Hartman Edwards, Tim Davis, Peter Saisselin | 1999. november 7. 2001. december 13.   | 225706        |
| 7.   | 7.  | Ezer ördög és pokol (Fear and Loathing in Gotham)                | Bruce Seth Green  | Remi Aubuchon                                     | 1999. november 14. 2001. december 14.  | 225707        |
| 8.   | 8.  | A férfiak visszafejlődése (Men Will Be Boys)                     | Bethany Rooney    | Sandy Issac                                       | 1999. november 21. 2001. december 17.  | 225708        |
| 9.   | 9.  | Ballépések (Pseudos, Sex and Sidebars)                           | David Petrarca    | Randi Mayem Singer                                | 1999. december 19. 2001. december 18.  | 225709        |
| 10.  | 10. | Hogy egészen őszinték legyünk (To Be Perfectly Honest)           | Sandy Smolan      | Rina Mimoun                                       | 2000. január 9. 2001. december 19.     | 225710        |
| 11.  | 11. | Piszkos ruhák és egyéb szennyesek (Bad Timing and Dirty Laundry) | Mel Damski        | Randi Mayem Singer                                | 2000. január 16. 2001. december 20.    | 225711        |
| 12.  | 12. | When You Wish Upon a Car                                         | Patrick Norris    | David T. Levinson                                 | 2000. január 23. 2001. december 21.    | 225712        |
| 13.  | 13. | Állatok bolygója, 1. rész (Animal Planet, Part 1)                | Dennie Gordon     | Peter Saisselin, Tim Davis                        | 2000. február 6. 2001. december 27.    | 225713        |
| 14.  | 14. | Állatok bolygója, 2. rész (Animal Planet, Part 2)                | Mel Damski        | Becky Hartman Edwards                             | 2000. február 13. 2001. december 28.   | 225714        |
| 15.  | 15. | Az X-faktor és a jövő (The !@#$%^& Future)                       | Dennie Gordon     | Rina Mimoun                                       | 2000. február 20. 2002. január 2.      | 225715        |
| 16.  | 16. | 240 Volt feszültség (Under Pressure)                             | Michael Katleman  | Randi Mayem Singer, Rina Mimoun                   | 2000. február 27. 2002. január 3.      | 225716        |
| 17.  | 17. | Szerelmeink és más idegenek (Lovers and Other Strangers)         | David Petrarca    | Remi Aubuchon                                     | 2000. március 5. 2002. január 4.       | 225717        |
| 18.  | 18. | Kulcscsere (A Key Exchange)                                      | Mike Pavone       | Rina Mimoun                                       | 2000. március 12. 2002. január 7.      | 225718        |
| 19.  | 19. | Csillaghullás (Starstuck)                                        | Alan Myerson      | Becky Hartman Edwards, Sandy Isaac                | 2000. március 19. 2002. január 8.      | 225719        |

### 2. évad (2001)
| Sor. | Év. | Cím                                                                                   | Rendező          | Író                             | Premier                            | Gyártási szám |
| ---- | --- | ------------------------------------------------------------------------------------- | ---------------- | ------------------------------- | ---------------------------------- | ------------- |
| 20.  | 1.  | Esküvők és emberek (What Weddings Do to People)                                       | Mike Pavone      | Randi Mayem Singer              | 2001. január 10. 2002. január 9.   | 226751        |
| 21.  | 2.  | Félre minden tobzódó kétséggel (Seriously, All Coma Proposals Aside...)               | David Petrarca   | Rina Mimoun                     | 2001. január 17. 2002. január 10.  | 226752        |
| 22.  | 3.  | Vigyázat szülők! (Caution: Parents Crossing)                                          | David Petrarca   | Tim Davis, Peter Saisselin      | 2001. január 24. 2002. január 11.  | 226754        |
| 23.  | 4.  | Kaliforniai álmodozás (California Dreamin')                                           | Mel Damski       | Becky Hartman Edwards           | 2001. január 31. 2002. január 14.  | 226753        |
| 24.  | 5.  | Kimondott hazugságok, elhallgatott igazságok (Chivas and Lies)                        | Michael Katleman | Tom Spezialy                    | 2001. február 7. 2002. január 15.  | 226755        |
| 25.  | 6.  | Forráspont (Pressure Points)                                                          | Randall Miller   | Rina Mimoun                     | 2001. február 14. 2002. január 16. | 226756        |
| 26.  | 7.  | Bolond, mint a gomba, éhes, mint a farkas (Crazy Like a Fox, Hungry Like the Wolf...) | Michael Katleman | Randi Mayem Singer, Rina Mimoun | 2001. február 28. 2002. január 17. | 226757        |
| 27.  | 8.  | A beugró (The Big Bounce)                                                             | Lev L. Spiro     | Nick Harding                    | 2001. március 7. 2002. január 18.  | 226758        |
| 28.  | 9.  | Battle of the Bahamas (Becky Hartman Edwards)                                         | Adam Nimoy       | Nick Harding                    | 2001. március 14. 2002. január 21. | 226759        |
| 29.  | 10. | Harc a Bahamákért (Battle of the Bahamas)                                             | Keith Samples    | Kevin Murphy                    | 2001. március 21. 2002. január 22. | 226760        |
| 30.  | 11. | Szerelemmel teli zsák (Bag Full of Love)                                              | Mel Damski       | Tom Spezialy                    | 2001. március 28. 2002. január 23. | 226761        |
| 31.  | 12. | Csak a színtiszta igazat... (And Nothing but the Truth)                               | Mike Pavone      | Tim Davis, Peter Siasselin      | 2001. április 4. 2002. január 24.  | 226762        |
| 32.  | 13. | Jancsi és Juliska kijött az erdőből (And Jack & Jill Came Down the Hill)              | Mike Pavone      | Rina Mimoun                     | 2001. április 11. 2002. január 25. | 226763        |